# Rahambuu
Le rahambuu est une langue austronésienne parlée en Indonésie, dans l'île de Sulawesi. 
La langue appartient à la branche malayo-polynésienne des langues austronésiennes.

## Situation géographique
Les Rahambuu résident le long de la côte nord-orientale du Sulawesi du Sud-Est. Depuis une forte immigration de Bugis et d'autres Sulawésiens du Sud, ils sont devenus minoritaire dans cette région

## Classification
Le rahambuu est une des langues bungku-tolaki. Celles-ci forment un des groupes du malayo-polynésien occidental. Le rahambuu constitue un continuum linguistique avec le tolaki.